# Oberjustizamt der Twiste
Das Oberjustizamt der Twiste war 1816 bis 1850 eine Gerichts- und Verwaltungseinheit im Fürstentum Waldeck mit Sitz in Arolsen.

## Geschichte
Das oktroyierte, d. h. ohne Mitwirkung der Stände oder des Volkes zustande gekommenen Organisationsedikt vom 28. Januar 1814 rief unter den Waldeckschen Ständen einen Sturm des Protestes hervor. Der Präsident der Landstände Carl Friedrich von Dalwigk war Wortführer der Opposition, die sich letztlich durchsetzte. 1814 und 1815 fanden Landstände (Deputationstage) nach altem Recht statt. Ergebnis der Verhandlungen zwischen Fürst und Ständen war die Landständische Verfassungsurkunde für das Fürstentum Waldeck vom 19. April 1816, der sogenannte Landesvertrag. Darin wurde geregelt, dass nun fünf statt drei Oberämter eingerichtet wurden. Die Justizbeamten erhielten zusätzlich die Aufgaben der Polizeiverwaltung, so dass die Trennung zwischen Verwaltung und Justiz wieder aufgehoben wurde. Auch bestanden die Patrimonialgerichte weiter. Auf Ebene der Oberämter wurden für die Finanzverwaltung Oberamts-Renteien eingerichtet. Eines dieser fünf Oberämter war das Oberjustizamt der Twiste. An der Spitze stand ein Oberjustizbeamter, dem ein Sekretär beigegeben wurde.
Das Oberjustizamt der Twiste bestand aus den ehemaligen Ämtern Arolsen (ohne Schmillinghausen, Herbsen und Hörle), Landau (ohne Strothe und Meineringhausen) und Wetterburg.
Mit der Märzrevolution 1848/49 wurde die Trennung von Verwaltung und Justiz als Teil der Märzforderungen neu diskutiert. Das reformierte Staatsgrundgesetz vom 23. Mai 1849 regelte im Titel VII „von der richterlichen Gewalt“ diese Trennung. Für das ehemalige Oberamt der Twiste war dies das Kreisgericht Arolsen.
Auf der unteren Ebene erfolgte die Trennung von Justiz und Verwaltung mit dem Gerichtsverfassungsgesetz vom 5. Juni 1850. Für jeden der vier neu geschaffenen Kreise wurde ein Kreisgericht geschaffen (drei für Waldeck und eines für Pyrmont). Diese übernahmen die richterlichen Aufgaben der Oberämter.
Mit der Kreisordnung von 1850 entstanden drei Landkreise für die Verwaltungsaufgaben: der Kreis der Eder (Sitz in Wildungen), der Kreis des Eisenbergs (Sitz in Korbach) und der Kreis der Twiste (Sitz in Mengeringhausen, ab 1857 in Arolsen). Die Oberämter der Twiste und der Werbe wurden zum Kreis der Twiste.

## Oberjustizbeamte
- Carl Philipp Friedrich Brumhard (1816–1834)
- Philipp Christoph Waldeck (1834–1848)
- Christian Wilhelm Buhl (1848–1850)